# Contremaître
 (février 2023).
Si vous disposez d'ouvrages ou d'articles de référence ou si vous connaissez des sites web de qualité traitant du thème abordé ici, merci de compléter l'article en donnant les références utiles à sa vérifiabilité et en les liant à la section « Notes et références ».
Un contremaître, chef de chantier, chef d'équipe ou superviseur est un salarié qui dirige et supervise le travail d'un groupe d'ouvriers ; comme eux, il peut travailler en rotation  ; on emploie ce mot en particulier sur les chantiers de construction, dans les ateliers, souvent dans d'autres domaines industriels : manufactures, entrepôts, mines, etc.
De nos jours, l'appellation manager de proximité en est un équivalent pour le travail intellectuel ou commercial.

## Historique
Le mot désignait à l’origine, dans la hiérarchie militaire, le troisième officier marinier de manœuvre sur un navire — appellation remplacée par celle de « second maître » (voir les Grades de l'armée française).

## Formation
Il faudra un bac +2 ( BTS ou DUT) ou un bac +3 (Licence pro) ou plusieurs années d'expérience avec un bac pour pouvoir être chef de chantier.

### Équivalents militaires
- Caporal
- Brigadier